# Accord altéré
En harmonie tonale, un accord avec note altérée ou simplement accord altéré, est un accord affecté d'une note étrangère se substituant définitivement à l'une des notes réelles de cet accord, et ce, pendant toute la durée de celui-ci. Cette note étrangère, accidentellement altérée, est une note chromatique, non nécessairement préparée, mais obligatoirement résolue, de manière régulière ou irrégulière.

## Généralités sur les altérations
Toute altération, que celle-ci soit ascendante ou descendante, ne produit pas nécessairement un accord nouveau. Il convient donc de distinguer les accords altérés déjà connus des accords altérés non encore analysés.

### Accords altérés déjà connus
Lorsqu'une altération produit un accord altéré, celui-ci peut être un accord déjà connu, de trois, quatre ou cinq notes.
Par exemple, si l'on affecte une altération ascendante à la tierce d'un accord parfait mineur, en d'autres termes, si on élève cette tierce d'un demi-ton chromatique, on n'obtient rien d'autre qu'un accord parfait majeur. De la même façon, si on affecte une altération descendante à la fondamentale d'un accord majeur, on obtient, par enharmonie cette fois, le deuxième renversement d'un accord mineur.
Il convient de se souvenir que lorsqu'une altération est amenée par mouvement chromatique, celle-ci est obligatoirement une note attractive. Un accord altéré déjà connu amené de cette façon est par conséquent moins banal qu'il n'y paraît, le mouvement chromatique accroissant sa puissance attractive, et appelant un enchaînement précis. Par exemple, l'altération par mouvement chromatique, de la tierce d'un accord parfait produit ordinairement les mouvements suivants :
- l'accord parfait majeur avec tierce descendante fait un enchaînement naturel à la quarte inférieure, comme une cadence à la dominante;
- l'accord parfait mineur avec tierce ascendante fait un enchaînement naturel à la quinte inférieure : cette fois, l'accord altéré étant perçu comme une dominante, on lui adjoint le plus souvent une septième mineure afin de renforcer l'impression de cadence parfaite;

L'étude des accords altérés cependant se concentrera surtout sur les nouveaux accords dérivés d'une altération.

### Accords altérés nouveaux
Les seuls véritables accords altérés non encore analysés sont ceux dont la tierce est majeure, et dont la quinte est élevée ou abaissée chromatiquement par une altération accidentelle, devenant ainsi augmentée ou diminuée, selon le cas.
Dans la pratique, on parle donc simplement d'accord altéré quand la « quinte d'un accord de tierce majeure, est altérée ». Ainsi pourront seuls être altérés : l'accord parfait majeur, l'accord de septième de dominante, l'accord de septième majeure, l'accord de neuvième de dominante et l'accord de neuvième majeure et septième majeure.

#### Préparation
La préparation de l'accord altéré, consistant à faire précéder sa note altérée de la même note non altérée, une préparation par mouvement chromatique donc, n'est pas obligatoire.
Tous les intervalles mélodiques augmentés ou diminués ne dépassant pas l'octave sont permis lorsqu'ils aboutissent à une altération.

#### Disposition
Les accords altérés sont chargés d'une très forte tension harmonique, à cause de leur quinte qui est dissonante, c'est pourquoi on les emploie ordinairement sur temps forts.
- On ne doit jamais entendre la quinte juste en même temps que son altération.
- L'intervalle harmonique de tierce diminuée se résolvant sur un unisson est en principe à éviter. Les deux notes concernées devront donc être disposées sous forme de sixte augmentée, renversement de la tierce diminuée. Le redoublement de la tierce diminuée — dixième diminuée —, est également possible si la quinte altérée est introduite par mouvement chromatique.

#### Résolution et enchaînement
Conformément aux règles d'enchaînement du mouvement chromatique, la résolution régulière de l'altération ascendante se fait sur le demi-ton diatonique supérieur, celle de l'altération descendante, sur le demi-ton diatonique inférieur. Dans ce cas, l'accord altéré réalise son enchaînement naturel sur l'accord majeur dont la fondamentale est située à la quinte inférieure.
Cependant, comme toute note attractive, la quinte altérée peut faire une résolution irrégulière, soit en restant en place, soit par mouvement conjoint inverse, dans ce cas, l'accord altéré fera un enchaînement exceptionnel.

## Accord altéré avec quinte ascendante
L'altération de quinte ascendante ne provoque pas de modulation. Elle se rencontre dans tous les accords avec tierce majeure, le plus souvent dans l'accord parfait majeur (exemple A), et dans les accords de septième (exemple B) et neuvième de dominante (exemple C).
Exemples de cadences parfaites avec quinte ascendante sur Ve degré : 

### Accord parfait majeur avec quinte ascendante
Cet accord peut être simplement appelé accord de quinte augmentée — n'oublions pas qu'il existe à l'état naturel sur le IIIe degré du mode mineur harmonique). Le chiffrage de ses trois états est le même que celui des accords de trois notes déjà analysés.
En position élémentaire, il convient de noter que cet accord est toujours constitué d'une superposition de tierces majeures quel que soit son état — la quarte diminuée équivalant enharmoniquement à une tierce majeure. On peut donc affirmer qu'il n'existe que quatre accords de cette espèce, tous les autres étant synonymes. Ainsi, un même accord de quinte augmentée, en changeant simplement le nom de ses notes peut appartenir à trois tonalités différentes, et par conséquent, peut faire trois enchaînements naturels possibles — par exemple, l'accord « do-mi-sol{\displaystyle \sharp } » peut aller sur fa, sur do{\displaystyle \sharp } ou sur la. Cette particularité peut bien sûr être utilisée pour moduler.

### Accord de septième et de neuvième de dominante avec quinte ascendante
Les renversements de ces divers accords sont peu employés.
- L'accord de septième de dominante avec quinte ascendante se chiffre « +, 7 et 5 précédé de son altération ». À trois parties, cet accord peut être employé sans fondamentale. Il se chiffre alors « 5 barré plus l'altération de la quinte ».
- L'accord de neuvième de dominante avec quinte ascendante se chiffre « +, 5 précédé de son altération, et 9 ». À quatre parties, cet accord est généralement employé sans fondamentale.

## Accord altéré avec quinte descendante
L'altération de quinte descendante se rencontre principalement dans les accords de septième (exemples A & B) et neuvième de dominante (exemple C). Cet accord doit être soigneusement distingué de l'accord de quinte diminuée : en effet, la tierce de ce dernier est mineure, tandis que la tierce de l'accord avec quinte descendante est majeure.
L'appellation quinte altérée descendante peut induire en erreur. Il est fréquent en effet, que la quinte en question soit constitutive de la tonalité, alors que c'est la tierce qui est la véritable note étrangère. C'est le cas dans le mode mineur, lorsqu'on emploie cet accord, non pas sur le Ve degré, mais sur le IIe, en tant qu'accord préparatoire de celui de la dominante. C'est ainsi que nous pouvons trouver sur le deuxième degré de la mineur, l'accord avec quinte descendante « si-ré{\displaystyle \sharp }-fa-la », qui fera son enchaînement naturel sur la septième de dominante, le fa naturel, quinte diminuée de l'accord, faisant bien partie de la tonalité de la mineur.
Exemples de cadences avec quinte descendante sur IIe degré : 

### Généralités
Les différents états de la neuvième majeure de dominante sont peu utilisés. Seules la septième de dominante avec ou sans fondamentale et la neuvième mineure de dominante sans fondamentale, sont couramment employées.
Dans un accord de dominante avec altération descendante de la quinte, la quinte altérée et la tierce de la fondamentale — c'est-à-dire la sensible — se résolvent naturellement sur la fondamentale de l'accord suivant, par mouvements obligés de sens contraire.
Cet accord est souvent utilisé pour moduler. En effet, l'accord majeur qui lui succède ordinairement étant perçu comme un nouvel accord de dominante, un accord avec quinte altérée descendante peut être considéré comme un accord préparatoire de IIe degré. Autrement dit, un tel accord, normalement placé sur le Ve degré, fait naturellement moduler dans la tonalité de la sous-dominante.
L'accord avec quinte altérée descendante est généralement utilisé à l'état de second renversement. Dans ce cas, la quinte diminuée qui est à la basse, forme avec la tierce de la fondamentale — la sensible — un intervalle de sixte augmentée, qui donne son nom à ce type de renversement. On entend donc par accord de sixte augmentée le deuxième renversement avec quinte descendante, d'un accord de septième ou neuvième de dominante, avec ou sans fondamentale.
En matière de chiffrage, pour éviter d'éventuelles confusions avec le chiffrage des mêmes renversements non altérés, on supprime la petite croix indiquant la sensible dans le chiffrage des accords de sixte augmentée. Par exemple, l'accord de sixte sensible avec quinte descendante se chiffre : « 3, 4 et 6 » lorsqu'il est employé avec fondamentale, ou bien : « 6 », dans le cas contraire.

### Accord de neuvième mineure de dominante sans fondamentale avec quinte descendante
Les quatre renversements de cette espèce sont couramment utilisés. Ils sont chiffrés de la manière suivante :
- Premier renversement : « 3 précédé de son altération, et 7 barré » ;
- Deuxième renversement : « 5 et 6 » — accord de quinte juste et sixte augmentée ;
- Troisième renversement : « 3, 4 et 6 précédé de son altération » ;
- Quatrième renversement : « 2, 4 précédé de son altération, et 6 ».

Dans cet accord, il est exceptionnellement possible que la quinte diminuée et la sensible soient situées à une distance de dixième diminuée, ou même, de tierce diminuée, et ceci, même sans préparation stricte.
L'accord de neuvième mineure sans fondamentale avec quinte diminuée, équivaut enharmoniquement à un accord de septième de dominante ayant en commun le même intervalle de triton. Cette particularité permet de moduler facilement vers la tonalité située à une distance de quarte augmentée, par exemple, de do majeur vers fa{\displaystyle \sharp } majeur — ou sol{\displaystyle \flat } majeur.
L'enchaînement naturel de cet accord peut provoquer deux quintes consécutives selon la disposition de la quinte diminuée et de la neuvième mineure, qui font toutes deux leur mouvement obligé en descendant. Dans le deuxième renversement — accord de sixte augmentée —, ces deux quintes consécutives sont inévitables. Elles sont cependant admises lorsqu'elles se produisent entre la basse et le ténor.